# Collegio di Reading Central
Reading Central è un collegio elettorale situato nel Berkshire, nel Sud Est dell'Inghilterra, e rappresentato alla Camera dei Comuni del Parlamento del Regno Unito. Elegge un membro del Parlamento con il sistema first-past-the-post, ossia maggioritario a turno unico; l'attuale parlamentare è Matt Rodda del Partito Laburista, che rappresenta il collegio dal 2024.

## Estensione
Il collegio è costituito dai seguenti ward del Berkshire, compresi nel borgo di Reading: Abbey, Battle, Caversham, Caversham Heights, Coley, Emmer Green, Katesgrove, Norcot, Redlands, Southcote e Thames.

## Membri del parlamento
| Elezione | Elezione | Deputato   | Partito   |
| -------- | -------- | ---------- | --------- |
|          | 2024     | Matt Rodda | Laburista |

## Risultati elettorali

### Elezioni negli anni 2020
| Partito                    | Partito                                      | Candidato                   | Risultati 4 luglio 2024 | Risultati 4 luglio 2024 |
| Partito                    | Partito                                      | Candidato                   | Voti                    | %                       |
| -------------------------- | -------------------------------------------- | --------------------------- | ----------------------- | ----------------------- |
|                            | Laburista                                    | Matt Rodda                  | 21 598                  | 47,69                   |
|                            | Conservatore                                 | Raj Singh                   | 8 961                   | 19,79                   |
|                            | Verde                                        | Dave McElroy                | 6 417                   | 14,17                   |
|                            | Lib Dem                                      | Henry Wright                | 3 963                   | 8,75                    |
|                            | Reform UK                                    | Andy Williams               | 3 904                   | 8,62                    |
|                            | Indipendente                                 | Michael Jeffrey Turberville | 227                     | 0,50                    |
|                            | TUSC                                         | Adam Gillman                | 221                     | 0,49                    |
|                            |                                              |                             |                         |                         |
| Iscritti                   | Iscritti                                     | Iscritti                    | 73 600                  | 100,00                  |
| ↳ Votanti (% su iscritti)  | ↳ Votanti (% su iscritti)                    | ↳ Votanti (% su iscritti)   | 45 291                  | 61,54                   |
| ↳ Astenuti (% su iscritti) | ↳ Astenuti (% su iscritti)                   | ↳ Astenuti (% su iscritti)  | 28 309                  | 38,46                   |
|                            |                                              |                             |                         |                         |
|                            | Esito: collegio a Laburista (nuovo collegio) |                             |                         |                         |